# Призрак Оперы (мюзикл, 1976)
«При́зрак О́перы» (англ. Phantom of the Opera) — британский мюзикл на либретто и слова Кена Хилла. Музыка заимствована из работ Джузеппе Верди, Шарля Гуно, Жака Оффенбаха, Вольфганга Моцарта, Карла Вебера, Гаэтано Доницетти и Арриго Бойто. Это первая адаптация одноимённого романа Гастона Леру в мюзикл. Мировая премьера первой версии мюзикла состоялась 26 июля 1976 года.

## История
Мюзикл «Призрак Оперы» Кена Хилла стал первым музыкально-сценическим воплощением одноимённого романа Гастона Леру. Эта постановка имела хороший финансовый успех, а также вдохновила Эндрю Ллойда Уэббера на создание собственного мюзикла.
Идея создания мюзикла Кену Хиллу пришла после прочтения книги, которая ему попалась в магазине. Он написал сценарий. Работа над проектом началась в Моркаме, где и была поставлена первая версия мюзикла. Музыку написал композитор Ян Армит. Мировая премьера «Призрака Оперы» состоялась 26 июля 1976 года в Ланкастере. Постановка незамедлительно стала хитом, однако отличается от последующих версий.
В 1984 году Хилл возродил свой мюзикл в Ньюкасле, добавив в партитуру музыку, которая звучала в конце XIX века в театре Гарнье. Для этого он отказался от современной музыки Яна Армита, использованной в первой версии постановки.
На протяжением всего оставшегося XX века мюзикл имел большую популярность, особенно стоит отметить постановки в Сент-Луисе 1987 года и последовавший после неё тур по США 1990-1995 годов, в рамках которого мюзикл за несколько лет побывал примерно в 110 городах Америки, а также заглянул в соседние Мексику и Канаду. В 1990 году в Осло состоялась премьера единственной постановки мюзикла, переведённой на иностранный язык. Также в 1991-92 годах мюзикл шёл в лондонском театре Шафтсбури, что означало, что в одном городе идёт сразу два мюзикла с одним названием «Призрак Оперы».
В XXI веке преимущественно все постановки мюзикла находились в Японии, кроме тура по Великобритании 2000-2001 годов и нескольких любительских постановок.

## Сюжет
Действие мюзикла происходит в конце XIX века, преимущественно в Опера Гарнье.

### Акт I
Сцена 1 – Под новым руководством. Балерина Жамм репетирует на сцене в приглушённом свете, неожиданно около неё из закулисья падает роза. Балерина испугалась, ведь посчитала, что цветок кинул Призрак, она быстро убегает со сцены. В этот момент в зрительном появляется новый директор Оперы Ришар, сетующий на отсутствие освещения и должного приёма, Ришара сопровождает верный секретарь Реми, заканчивающий фразы за своего начальника, если тот испытывает с этим трудности. Как только двое смогли дойти до сцены, появился свет, а также не замечающий гостей Дебиенн, тащащий Жамм обратно на сцену, чтобы доказать ей, что никакого приведения там нет. В их спор вмешивается новый руководитель, понявший, что его сейчас не ждали, и осознавший, что он потерял своего сына Рауля, который лишь отвлёкся на убранство зала. После обмена наблюдениями о размере Оперы и о надёжности люстры, Дебиенн и Ришар слышат, как из закулисья на верёвке прилетает Мефистофель, репетирующий своё новое красочное появление в опере "Фауст", которая будет показана этим вечером. За ним появляется и Фауст, после чего весь персонал начинает петь заготовленную приветственную песню новому руководителю, во время которой все присутствующие сходятся во мнении, что они – одна команда, работающая во благо Оперы, несмотря на ссоры ("Welcome, Sir, I'm So Delighted").
После песни Дебиенн сообщает своему новому начальнику, что их ведущая сопрано Ла Карлотта потеряла голос и, что вместо неё роль Маргариты исполнит хористка Кристина Даэ. Возмущённый такой заменой Ришар спрашивает чьё это было решение. В этот момент появляется заведующая ложами Мадам Жири, которая отвечает, что так решил Призрак. Не приняв слова женщины всерьёз, новый руководитель попросил её зарезервировать ему ложу №5, но Мадам Жири возражает этому, ссылаясь на то, что эта ложа всегда зарезервирована для Призрака, также выясняется, что Призрак требует для себя жалование в размере 20 000 франков в месяц. Проигнорировав эти требования, Ришар настаивает на своём и в гневе уходит вместе с Реми. Мадам Жири с уверенностью говорит, что Ришар всё равно начнёт выполнять требования, как и его предшественник. В ответ Мефистофель высмеивает мистицизм Жири и кричит Призраку в зал "Ты не существуешь!", в ответ он получает ту же реплику хриплым голосом. Дабы успокоить друг друга, все сходятся во мнении, что это было лишь эхо. Все уходят со сцены, кроме Рауля, который ждал момента встретиться со своей возлюбленной Кристиной, ведь, из-за своей покойной жены, отец Рауля недолюбливает хористок, поэтому их не должны видеть вместе. Однако их встреча продлилась недолго так как мисс Даэ искала Карлотта, Рауль успевает убежать до её появления. После ряда унижений в сторону Кристины, Карлотта чуть не попадает под неожиданно упавшую стремянку. Предупредив Кристину о своих связях, ведущая сопрано уходит, мисс Даэ также идёт за кулисы.
Сцена 2 – Первое представление. После того, как Рауль объясняет своему отцу сюжет "Фауста", занавес открывается первой сценой оперы, в которой Фауст решает призвать Дьявола, но, вместо того, чтобы появиться на сцене, держа верёвку в руках, Мефистофель появляется повешенным на ней ("Accursed All Base Pursuit Of Earthly Pleasure"), при этом занавес долгое время не могут опустить, ведь трос застрял на шкиве, также не выходит добавить света. Реми читает прикреплённую к мёртвому Мефистофелю записку, на которой написано "Я не существую", после чего все артисты в страхе убегают со сцены, включая Кристину, за которой бежит Рауль. Тем временем, Ришар обещает зрителям продолжить представление в другой раз и отдаёт Реми приказ направиться в следовательское бюро.
Сцена 3 – Загадочный разговор. С помощью Жамм Рауль находит гримёрку для звёзд, которая сегодня была предоставлена Кристине. Подойдя к двери, он слышит незнакомый голос, уверяющий Кристину, что смерть Мефистофеля – лишь несчастный случай и, что у неё будут другие возможности показать себя. В ответ Кристина говорит, что будет петь только для этого незнакомца. Заподозрив неладное, Рауль начинает ломиться в дверь гримёрки, но она заперта. Он спрашивает у некоторого человека, который только что нагнетающим образом играл на пианино, насчёт другого входа в гримёрную (эту роль исполняет дирижёр оркестра мюзикла).
Сцена 4 – Пустая комната. Последовав подсказке человека, Рауль вошёл в гримёрную через комнату хористок. Увидев комнату пустой, молодой человек решил, что мисс Даэ вышла, пока он искал обходной путь, но с удивлением обнаружил, что единственный другой выход, через который он ломился, заперт изнутри. Всё это время за Раулем через зеркало следит Призрак. Сын нового директора замечает розу на полу, он решает, что Кристина ему изменила, и клянётся убить любовника и забыть о своей возлюбленной ("How Dare She?").
Сцена 5 – Передача от Призрака. Несколько дней спустя. Ришар приходит в свой кабинет, подметив, что после того, как следователь раскрыл дело о несчастном случае, каждый день лучше предыдущего, Реми также разделяет его хорошее настроение. Омрачает этот день Мадам Жири, которая принесла найденное ею в ложе №5 письмо от Призрака. В своей письме он выражает разочарование в связи с тем, что его ложа была занята, и просит проследить, чтобы мисс Даэ продолжила исполнять роль Маргариты. Возмущённый таким письмом, Ришар отправляет Реми за Кристиной, полагая, что это её рук дело. Неожиданно в комнату врывается Конюх-англичанин. Происходит озвучивания неожиданных для Ришара фактов об Опере, а именно о наличии конюшни, нескольких уровней катакомб и подземного озеро, полного костями участников последних протестов. После этого, директор разрешает Конюху рассказать свою историю, тот рассказывает, как тёмный тайный силуэт, который бесспорно принадлежит Призраку, украл у него лучшего скакуна Цезаря ("Late Last Night I'm In The Cellars").
Не впечатлившись историей, Ришар увольняет Конюха и в этот момент вбегает Рауль, просящий у отца немедленного разговора, ведь его жизнь превратилась в руины, но тот посчитал, что это может подождать. В этот же момент Реми приводит Кристину. Руководитель заявляет, что контракт с ней разорван, Рауль не стал за неё вступаться. Когда в кабинете остаются только отец и сын, начинается разговор на отвлечённые темы, во время которого Призрак незаметно подменивает письмо на столе Ришара новым. Рауль спрашивает отца о таком неожиданном изменении в его настроении, по сравнению с утром. В ответ отец Рауля даёт ему письмо, не зная, что его подменили. В новом письме Призрак предостерегает Ришара от конфронтации с ним и предлагая вернуть Кристину Даэ, также он напоминает о своём жаловании. Решив, что письмо подменила сама Кристина, Ришар пускается в погоню за ней, Рауль и Реми следуют за ним.
Сцена 6 – Альтернативное объяснение. В коридоре они находят упражняющуюся Жамм, которая говорит, что Кристина пошла на могилу к своему отцу, игравшему в Опере на арфе, она всегда спрашивает у него совета в сложных ситуациях. Реми предполагает, что мисс Даэ манипулируют корыстные люди. Поддержав эту мысль, Рауль уходит на кладбище, заявляя, что вернётся только в качестве её мужа. Назвавший своего сына слепым глупцом Ришар и его секретарь возвращаются в кабинет, чтобы продолжить расследование. Когда Жамм остаётся одна, Мадам Жири подходит к ней сзади и говорит, что она разочаровала Призрака тем, что только что рассказала.
Сцена 7 – Ангел музыки. Пришедшая на могилу своего отца, Кристина негодует из-за того, что все её мечты неожиданно рухнули, помимо этого она решает, что её жизнь закончилась и, что скоро час её пробьёт, ведь ей нет места в мире, где нет её отца ("All Of My Dreams Faded Suddenly"). Неожиданно появляется Рауль, который раскаивается за свою ревность, но всё же просит от своей возлюбленной объяснений за диалог в гримёрной. В ответ она говорит, что это был её Ангел музыки, отправленный её отцом, чтобы тот обучил её пению. Рауль не верит в эту историю и, как доказательство, Кристина предлагает ему спрятаться, после чего взывает к своему ангелу с просьбой спеть для неё, Призрак исполняет её просьбу ("While Floating High Above"). После этого, Рауль спросил о её исчезновении из гримёрной, но Кристина не знала ответ, а из-за настойчивости её любимого, она решает сбежать.
Рауль остаётся на кладбище и размышляет о связи Ангела, приведения и необъяснимой смерти. В этот момент Призрак, прятавшийся за одной из могил, начинает его душить, но появление Могильщика заставляет его ретироваться, он садится на Цезаря и мчится прочь, перепрыгнув высокий забор кладбища. Рауль быстро спешит обратно в театр.
Сцена 8 – Вокальные проблемы. В самый разгар представления "Фауста", Карлотта заявляет, что у неё пропал голос и закрывается в своей гримёрной, даже мольбы Ришара и присутствие в зале некого персидского принца её не убедили. Став свидетелем этого, Фауст зазывает всех сотрудников и рассказывает им, что она отказывается петь, не потому что она нездорова, а потому что ей угрожал Призрак. После обмена взаимными оскорблениями между Фаустом и Карлоттой, выбежавшей из своей комнаты, Ришар вновь умоляет диву передумать, но взамен получает предложение спеть самому. Мимо проходит мисс Даэ, которая направляется собирать вещи из гримёрной, но Ришар её остановил, заверив что никогда бы не позволил ей уйти. Вновь выбежавшей из своей комнаты Карлотте Ришар предлагает только играть, в то время, как Кристина будет за неё петь. Назвав мисс Даэ жабой, Карлотта соглашается, но только в случае, если она также получит роль Джульетты в опере "Ромео и Джульетта" Гуно, а Фаусту не дадут роль Ромео ("She Says She's Got The Nodules"). Карлотта и Кристина уходят готовиться, а Фаусту Ришар обещает дать роль в опере "Паяцы". Удовлетворённый тем, что всех обхитрил, Ришар заявляет Мадам Жири, что Карлотта продолжит исполнять роль Маргариты, а он хочет наблюдать за этим в своей ложе, ложе №5.
Сцена 9 – Прощальное представление. Всё готово к продолжению оперы. В одну из лож садится Перс, тот самый персидский принц. В ложу №5, в которой уже сидит Ришар, вбегает его сын, требующий задержать представление из-за своих недавних мыслей о Призраке, но отец ему отказывает. Также Раулю не нравится план, придуманный его отцом, но представление уже началось. В первые минуты арии со шкатулкой с украшениями всё идёт по плану, но затем Кристина замолкает, а, когда Карлотта открывает рот, доносятся звуки жабьего кваканья, представление вновь срывается ("What Do I See?"). Выясняется, что Кристина лежит без сознание, а после вопроса "Кто издавал эти странные звуки?", доносится смех Призрака и угроза падения люстры, которая начала шататься. Но, на самом деле, он имел ввиду не люстру в зрительном зале, а ту, что является частью декораций оперы, под ней стоит Карлотта. Люстра падает и убивает примадонну. Сцена заканчивается язвительной фразой Фауста "Что ж, это вылечило её недуг".
Сцена 10 – Жалованье Призрака. Ришар, в сопровождении Реми, сетует на то, что он не может получить нормальное представление, а к тому же появился некто, кто ставит ему свои условия. По пути они встречают Мадам Жири, у которой в руках новое письмо от Призрака для директора Оперы. В письме он пишет, что так и не дождался своих 20 000 франков, посему поручил Мадам Жири осуществить альтернативную процедуру. По просьбе своего начальника, женщина охотно рассказывает в чём заключается эта процедура: она взяла деньги из кассовых сборов за месяц, после чего незаметно подсунула их в карман Реми. Сделав из этого простой вывод, что за всем этим стоял его верный слуга, Ришар начинает обвинять его в предательстве, а также залезает в карман, в котором должны быть деньги, и ничего не находит, что лишь укрепляет его опасения. На реплику Реми о возможном существовании приведения, Ришар иронично показывает, как деньги из кармана его секретаря улетели во внутренний карман собственного фрака, но, засунув руку в свой карман, директор находит письмо, в котором Призрак поблагодарил за полученные деньги. Абсолютно подавленный возможным существованием Призрака, Ришар уходит, дав распоряжение вписать Кристину Даэ в программу. Мадам Жири замечает, что так происходит со всеми, кто не верит в Фантома.
Сцена 11 – Призрак Оперы. Кристина стоит на крыше театра, чтобы избежать влияния Призрака, мимо неё иногда проходит пожилой мужчина, кормящий птиц. Наконец, появляется Рауль, которому она рассказывает, что осознала, что с ней происходило. Мисс Даэ призналась, что она считала всё это лишь сном, но потом, после смерти Карлотты, она поняла, что это всё было наяву, что под Оперой и вправду есть подземной озеро, что там был пропавший конь Цезарь. Она подробно рассказывает, куда она исчезла в ночь смерти Мефистофеля. В этот момент из-за статуи ангела появляется Призрак, подслушивающий разговор. Кристина отказывается от предложения Рауля уехать, ведь она обещала своему учителю исполнить роль Маргариты в последний раз.
Несмотря на все угрозы, Кристина и Рауль признаются друг другу в любви, пока Призрак сетует на своё сердце, которое он не может заставить разлюбить ("To Pain My Heart Selfishly Dooms Me"). Возлюбленные возвращаются обратно в Оперу, а Призрак в порыве гнева убивает пожилого мужчину, после чего кричит, что Кристина будет принадлежать ему.

### Акт II
Сцена 1 – Под ударом хозяина. ("Ah! Do I Hear My Lover's Voice?"), ("No Sign! I see no sign!")
Сцена 2 – Вход в подземный мир.
Сцена 3 – Ложа №5.
Сцена 4 – Под нижним уровнем катакомб. ("Somewhere Above The Sun Shines Bright")
Сцена 5 – Рассказ Перса. ("Born With A Monstrous Countenance")
Сцена 6 – Пенджабская удавка. ("In The Shadows Dim And Dreary")
Сцена 7 – Иллюзия в железе. ("What An Awful Way To Perish")
Сцена 8 – Финальная драма. ("Ne'er Forsake Me, Here Remain"), ("Ne'er Forsake Me, Here Remain (Reprise)"), ("He Will Not Go Without A Friend")

## Музыка

### Музыкальные номера
| Акт I - «Welcome Sir I'm So Delighted» (музыка Жака Оффенбаха из оперетты «Парижская жизнь») — Дэбиенн, Реми, Фауст, Мефистофель, Ришар, Рауль, Жамм - «Accursed, All Base Pursuit of Earthly Pleasure» (музыка Шарля Гуно из оперы «Фауст») — Фауст - «How Dare She» (музыка Джузеппе Верди из оперы «Симон Бокканегра») — Рауль - «Late Last Night I'm In the Cellars» (музыка Арриго Бойто из оперы «Мефистофель») — Конюх - «All of My Dreams Faded Suddenly» (музыка Антонина Дворжака из оперы «Русалка») — Кристина - «While Floating High Above» (музыка Жоржа Бизе из оперы «Искатели жемчуга») — Призрак - «She Says She's Got the Nodules» (музыка Жака Оффенбаха из оперетты «Парижская жизнь»)— Фауст, Карлотта, Ришар, Реми, Жамм, Дебиенн, Кристина - «What Do I See» (музыка Шарля Гуно из оперы «Фауст») — Кристина, Карлотта - «To Pain My Heart Selfishly Dooms Me» (музыка Жака Оффенбаха из оперы «Сказки Гофмана») — Призрак, Рауль, Кристина | Акт II - «Entracte» (музыка Жоржа Бизе из оперы «Искатели жемчуга»)— Оркестр - «Ah! Do I Hear My Lover's Voice» (музыка Шарля Гуно из оперы «Фауст») — Фауст, Кристина - «No Sign! I See No Sign» (музыка Карла Марии фон Вебера из оперы «Вольный стрелок» и Джузеппе Верди из оперы «Бал-маскарад») — Дебиенн, Ришар, Рауль, Реми, Доминик, Фауст, Жамм, Мадам Жири - «Somewhere Above The Sun Shines Bright» (музыка Джузеппе Верди из оперы «Корсар»)— Кристина - «Born With A Monstrous Countenance» (музыка Джузеппе Верди из оперы «Аттила»)— Перс - «A Sharp Whipping» (музыка Алисдера Макнейла, автора дополнительной музыки) — Оркестр - «In The Shadows, Dim And Dreary» (музыка Джузеппе Верди из оперы «Трубадур»)— Рауль, Перс - «What An Awful Way To Perish» (музыка Гаэтано Доницетти из оперы «Лючия ди Ламмермур»)— Фауст, Перс, Мадам Жири, Ричард, Жамм, Рауль - «Ne'er Forsake Me, Here Remain» (музыка Шарля Гуно из оперы «Фауст») — Призрак - «Ne'er Forsake Me, Here Remain (Reprise)» (музыка Шарля Гуно из оперы «Фауст») — Призрак, Кристина - «He Will Not Go Without A Friend» (музыка Вольфганга Амадея Моцарта из оперы «Дон Жуан»)— Перс, Ришар, Реми, Рауль, Священник, Кристина, Хористка, Мадам Жири, Фауст, Жамм - «The Play Out» (музыка Шарля Гуно из оперы «Фауст») — Оркестр |

### Дополнительные музыкальные номера
Первая и третья композиции были созданы специально для CD и никогда более не использовались. Вторая композиция была заменена на «All of My Dreams Faded Suddenly» в 1995 году.

| - «Introduction» (музыка Алисдера Макнейла, автора дополнительной музыки)— Призрак - «Love Has Gone, Never Returning» (музыка Жака Оффенбаха из оперы «Сказки Гофмана»)— Кристина - «While Floating High Above (Reprise)» (музыка Жоржа Бизе из оперы «Искатели жемчуга») — Призрак, Кристина |

### Официальные записи
Официальная студийная запись мюзикла была выпущена в 1994 году на CD компанией «D Sharp Records». В записи приняла участия труппа Вест-Энда. Позже альбом перевыпускался компаниями «Stetson Records» и «BMG». Саундтрек также выпускали в Японии, Австралии и Новой Зеландии.
В декабре 2013 года в Токио была записана первая и единственная официальная видеозапись мюзикла. В записи принимали участие некоторые артисты, играющие эти роли долгие годы, а именно Питер Стрейкер в роли Призрака и Майкл Маклин в роли Фауста. Премьера состоялась на японском телевидении 31 декабря 2014 года, видеоряд сопровождался японскими субтитрами.

## Исполнители
| Персонаж                                  | Оригинальный состав 1984 | Лондонский состав 1991  | Тур по Великобритании 2000     | Токийский состав 2018 |
| ----------------------------------------- | ------------------------ | ----------------------- | ------------------------------ | --------------------- |
| Призрак Оперы                             | Питер Стрейкер           | Питер Стрейкер          | Тор Кристинссон/Майкл Маккарти | Джон Оуэн-Джонс       |
| Кристина Даэ                              | Кристина Коллиер         | Кристина Коллиер        | Сара Райан                     | Хелен Пауэр           |
| Рауль                                     | Джеймс Саксон            | Стивен Пейси            | Джей Маркус                    | Камерон Барклай       |
| Ришар                                     | Гордон Реид              | Реджинальд Марш         | Марк Винтер                    | Эдвард Ньюборн        |
| Мадам Жири                                | Тони Палмер              | Тони Палмер             | Адель Андерсон                 | Хелен Молдер          |
| Карлотта/Доминик/Хористка                 | Франшин Малруни          | Трейси Элизабет-Гиллман | Джули Фокс                     | Кэролин Тэтлоу        |
| Фауст                                     | Майкл Маклин             | Майкл Маклин            | Патрик Кленси                  | Майкл Маклин          |
| Мефистофель/Перс                          | Халук Билгинер           | Халук Билгинер          | Марко Джозеф-Федерики          | Рассел Диксон         |
| Реми                                      | Гэри Лайонс              | Гэри Лайонс             | Дэвид Лонгден                  | Найджел Годфри        |
| Жамм                                      | Линн Шофилд              | Кейт Харбор             | Франческа Паркер               | Джэззи Экстон         |
| Дебиенн/Конюх/Могильщик/ Моклэр/Священник | Рон Эмсли                | Ричард Тэйт             | Мэтт Ходгсон                   | Ллойд Скотт           |